# チミケップ湖 (小惑星)
チミケップ湖（5557 Chimikeppuko）は小惑星帯にある小惑星。北海道の円舘金と渡辺和郎が発見した。
北海道東部、津別町にある湖、チミケップ湖に因んで名付けられた。